# Olympia Alberti
Olympia Alberti, née le 22 janvier 1950 à Antibes (France), est une romancière, poétesse, essayiste, nouvelliste, critique et chroniqueuse littéraire, spécialiste de sémantique française et sémiologie spirituelle (lecture des signes). Elle est docteur ès lettres en littérature comparée, spécialiste de Rilke, Colette, Giono, Virginia Woolf et Marguerite Duras,. Elle anime aussi des ateliers d'écriture.

## Biographie
Olympia Alberti,,,a vécu à Antibes et Juan-les-Pins, de sa naissance jusqu'à 1969, la fin de ses études secondaires. Elle a suivi des études supérieures à la Faculté des Lettres et Sciences Humaines de Nice de 1969 à 1972. Elle a une licence de littérature française, une maîtrise, un  DEA et un Doctorat, tout de littérature comparée. Olympia Alberti a été mariée et a deux filles:  Diane Scott (metteur en scène de théâtre à Paris) et Ophélie Scott (avocate à Montréal).
En 1972 elle est partie vivre à Brazzaville (Congo), avec son époux. De retour en France, en  1974, ils se sont installés à Nice pour un an. En 1975 ils sont partis vivre à Casablanca (Maroc) pour trois ans. En 1978 ils ont quitté le Maroc pour aller vivre en Iran, en pleine révolution, jusqu'en 1980. Dans tous ces pays, elle a travaillé comme professeur de littérature française, détachée auprès du Ministère des Affaires étrangères (enseignement en lycée). De 1980 à 1989 elle a demandé une disponibilité pour élever son second enfant et se consacrer à l'écriture. Entre 1980 et 1986  toute la famille a vécu à la Marsa (Tunisie). Depuis cette date elle réside en France. Jusqu'à maintenant, elle a fait aussi sept voyages en Inde, pays qu'elle considère comme sa patrie spirituelle..
Pendant quinze ans, elle a été chargée de cours de rhétorique et stylistique et de littérature comparée à la Faculté de Lettres de Nice. Actuellement, elle est chargée de mission à la Culture, attachée au rectorat de l’académie de Nice, avec la Revue Sans Papier, des ateliers d’écriture en établissements secondaires (poésie, nouvelles, récit) et conférences en France et ailleurs (Lima, Beyrouth, Stockholm, New York, Tunis).
Elle a collaboré aussi avec France-Culture, Nouvelles Clefs, Question de entre autres. Près de cinq cent cinquante de ses chroniques littéraires ont été publiées dans Nice-Matin. Elle a publié plusieurs articles au titre de chercheur dans plusieurs ouvrages collectifs comme L’être d’amour et Le Chercheur de lumière dans le livre Communiquer pour vivre, édité par Albin Michel en 1996. Elle a dirigé aussi la collection de nouvelles « Donner à aimer », de Melis Éditions. Elle a été écrivain résident au château de La Napoule durant deux sessions, et à la maison de Jules Roy. Son livre Les enfants reviendront après l'Epiphanie a donné lieu à un film documentaire sur France 2 et France 3.
En 2016, son récit sur la vie extraordinaire de Mère Teresa est réédité (il avait été publié pour le centenaire de sa naissance).
Son œuvre a été partiellement traduite en chinois, grec et espagnol. D’autre part sa nouvelle Carnet mondain a été traduite en huit langues de l’Inde.

## Prix
En 1986 l’Académie française lui a décerné le prix Archon-Despérouses  pour l’ensemble publié de son œuvre poétique, en outre Ionesco a décerné à son premier roman Un jasmin ivre  le prix des créateurs en 1982 et son roman La Dévorade a eu le prix George Sand en 1985. En 2001 son essai Giono le grand western a obtenu le prix Émile Faguet de la critique littéraire de l’Académie française.
En 2000 son essai Rilke sans domicile fixe a obtenu la bourse Thyde Monnier de la Société des gens de lettres et en 2002 elle a reçu une bourse des Missions Stendhal (Programme du ministère des Affaires étrangères coordonné par Culturesfrance) pour réaliser une recherche et postérieurement un roman ayant pour thème une reflexion approfondie sur l’esclavage aux États-Unis à partir de 1830. En 2008, elle publia le livre chez Ramsay. Le titre est La Prophétie de la rivière.

## Œuvres

### Romans
- Un jasmin ivre, Albin Michel.
- Une mémoire de santal, Albin Michel.
- La Dévorade, Albin Michel.
- Rive de bronze, rive de perle, Actes Sud.
- La Sarabande, Le Rocher.
- 13, rue Saltalamacchia, collectif, Le Ricochet.
- Les enfants reviendront après l’Epiphanie, ou Le petit cahier de Sara Banzet, Le Verger Éditeur
- L’Aimant du silence, Le Verger Éditeur.
- La Prophétie de la rivière, Ramsay.
- Le Royaume de sa nuit, Récit de la vie de Mère Teresa, First documents, première édition 2010.
- L'Amour dans l'âme - Le journal disparu d'Etty Hillesum, Presses de la Renaissance, première édition 2011.
- L'Or perdu de la joie, amitié secrète de Rilke et Camille Claudel, Salvator.
- Le Désir de l'ange, Le Passeur Éditeur.
- Marguerite Duras, une jouissance à en mourir, Le Passeur Éditeur.
- Etty Hillesum, l'amour dans l'âme, Presses de la Renaissance, deuxième édition.
- Le Royaume de sa nuit, la vie de Mère Teresa, Presses de la Renaissance, deuxième édition.
- Mère Teresa, avec un CD de Michaël Lonsdale, co-édition avec Le Figaro.

### Poèmes
- L'Amour palimpseste, suivi de La Dernière lettre, Albin Michel, épuisé
- Cœur rhapsodie, cœur absolu, suivi de Requiem, Albin Michel, épuisé.
- Croire vivre, Éditions L’Amourier.
- L’autre côté du monde, L’Amourier.
- Divines Empreintes, Le Passeur Éditeur.

### Nouvelles
- Le Noyau de safou, Albin Michel.
- Carnet Mondain, in Nouvellistes de la Méditerranée, Revue Brèves.
- L’Orchidée de Bangalore, in L’Atelier imaginaire, collectif, Éditions du Rocher.
- Absence du Prince, ce soir, in  L’Atelier imaginaire, collectif, Le Rocher.
- Promenade des Anglais, Melis.
- La Princesse qui aimait le bruit de la pluie, in Les nouvelles nuits, collectif, Éd. Nestivegnen.
- La Nuit du Harem, IFC, Tunis.
- 1 bis, Rue Abou-Nawas, Elyzad.

### Essais
- Lelouch-Passion, (album), Albin Michel.
- L'Ange de Rilke, mon amour, ma sœur, in Eros Philadelphe, collectif, Éditions du Félin.
- Dragons, princesses et autres étoiles, in Question de, Albin Michel.
- L'Être d'amour, in Communiquer pour vivre, collectif dirigé par J. Salomé, Albin Michel.
- Lettres d'un enthousiaste (Émile Zola à Antony Valabrègue), Éditions HB.
- Bleu Silence, sur Georges de La Tour (en collaboration avec André Marzuk), Le Ricochet.
- L'Intime et sa profération comme parole sacrée, in Duras, Dieu et l'écrit, colloque international, Éditions du Rocher.
- Rilke Sans Domicile Fixe, Chritian Pirot Éditeur.
- Giono, Le grand Western, Christian Pirot Éditeur.
- Petit Précis de l’Attente, Le Verger Éditeur.
- Colette, la Naissance de la Liberté, Christian Pirot Éditeur
- Le Basilic et la Turquoise, (Botticelli, Vivre), Éd. Les petites Vagues,
- Là où la lumière chante, et quelques arbres, Éditions Rhubarbe.
- Les 100 mots de Venise, Puf, « Que sais-je ? ».